# Cleburne County (Arkansas)
Cleburne County is een county in de Amerikaanse staat Arkansas.
De county heeft een landoppervlakte van 1.432 km² en telt 24.046 inwoners (volkstelling 2000). De hoofdplaats is Heber Springs.